# Bagicha Singh
Bagicha Singh (né le 3 juin 1960) est un athlète indien, spécialiste des courses de demi-fond.

## Biographie
Il remporte la médaille d'or du 1 500 mètres lors des championnats d'Asie 1985, à Djakarta, dans le temps de 3 min 56 s 85. 

### Palmarès
| Date | Compétition         | Lieu     | Résultat | Épreuve | Performance   |
| ---- | ------------------- | -------- | -------- | ------- | ------------- |
| 1985 | Championnats d'Asie | Djakarta | 1er      | 1 500 m | 3 min 56 s 85 |

### Records
| Épreuve | Performance   | Lieu     | Date           |
| ------- | ------------- | -------- | -------------- |
| 1 500 m | 3 min 54 s 88 | Canberra | 5 octobre 1985 |